# فرماندهی جنوبی ایالات متحده آمریکا
فرماندهی جنوبی ایالات متحده آمریکا به‌اختصار ساوتکام یکی از یازده فرماندهی یکپارچه رزمی در وزارت دفاع ایالات متحده آمریکا واقع در دورل، فلوریدا در میامی است. این فرماندهی موظف به ارائه برنامه‌ریزی برای رخدادهای آینده عملیات و همکاری امنیتی در آمریکای مرکزی و جنوبی، کارائیب، آب‌های سرزمینی آن‌ها و نیروی محافظ منابع نظامی آمریکا در این مکان هاست. ساوتکام همچنین مسئول تضمین دفاع از کانال پاناما و ناحیه پیرامون کانال است.